# 前田一誠
前田 一誠（まえだ いっせい、1991年9月22日 - ）は、日本の男子バレーボール選手である。

## 来歴
長崎県佐世保市出身。小学1年生の頃、姉の影響を受けてバレーボールを始める。
2007年、長崎県立佐世保南高等学校に入学。
2009年、U-18日本代表に選出され、イタリアで開催された世界ユース選手権に出場した。
2010年、筑波大学に入学。また、同年度より、V・チャレンジリーグ（当時のVリーグ2部）所属のつくばユナイテッドSun GAIAでインターン選手としてプレーする。
2011年、ブラジルで開催された世界ジュニア選手権の出場メンバーに選出された。
2013年には、日本代表登録メンバーに選出され、ロシア・カザンで開催されたユニバーシアードの出場メンバーにも選出された。
同年、豊田合成トレフェルサ（現・ウルフドッグス名古屋）に入団内定し、内定選手として1試合ベンチ入りした。
2014年、筑波大学を卒業し豊田合成に入団。入団1シーズン目となる2014/15シーズン、V・プレミアリーグの試合に出場し、プレミアデビューを果たした。
2017年にトミー・ティリカイネンがWD名古屋の監督に就任すると、次第に出番が増え、主にレギュラーとして出場するシーズンもあった。しかし、2021年に監督が代わると、若手の永露元稀がスタメンセッターに抜擢され出番が限られるようになった。
2022年2月12日、V1リーグのJTサンダーズ広島戦（愛知県名古屋市・武田テバオーシャンアリーナ）でVリーグ通算230試合出場となり、Vリーグ特別表彰制度の「Vリーグ栄誉賞」の表彰基準に到達し、シーズン終了後に受賞した。
2023年4月26日、2022-23シーズンをもってウルフドッグス名古屋を退団すると表明した（移籍希望）。
WD名古屋退団前の大会となった第71回黒鷲旗大会では、日本代表に選出された永露らが登録メンバーから外されたこともありスタメンで出場し、チームの優勝に貢献。ベスト6を受賞した。
2023年7月1日付で、JTサンダーズ広島（現・広島サンダーズ）に入団した。
2025年4月、2024-25シーズン限りでの退団が発表された。6月にジェイテクトSTINGS愛知との契約合意が発表された。

## 球歴
- U-18日本代表 - 2009年
  - 2009年 - 世界ユース選手権イタリア大会
- U-21日本代表 - 2011年
  - 2011年 - 世界ジュニア選手権ブラジル大会
- ユニバーシアード日本代表 - 2013年
  - 2013年 - ユニバーシアードカザン大会
- 日本代表 - 2013年

## 所属チーム
- 長崎県立佐世保南高等学校 （2007-2010年）
- 筑波大学 （2010-2014年）
  - つくばユナイテッドSun GAIA （2010-2013年、インターン）
- 豊田合成トレフェルサ / ウルフドッグス名古屋（2014-2023年）
- JTサンダーズ広島/広島サンダーズ（2023-2025年）
- ジェイテクトSTINGS愛知（2025年-）

## 受賞歴
- 2022年 - 2021-22 V.LEAGUE DIVISION1 MEN Vリーグ栄誉賞
- 2023年 - 第71回黒鷲旗全日本選抜大会 ベスト6